# My Way (canción de Calvin Harris)
«My Way» es una canción del DJ escocés Calvin Harris. Fue lanzada el 16 de septiembre de 2016. Harris anunció el sencillo en Twitter cinco días antes de su lanzamiento. Al igual que sus sencillos anteriores «Summer» y «Feel So Close», Harris regresó como vocalista.

## Antecedentes
El 6 de septiembre de 2016, Harris subió las carátulas de «My Way» sin el título de la canción a sus cuentas de Twitter e Instagram, para que la gente creyera que estaba insinuando una nueva canción.  Harris anunció el sencillo junto con su obra de arte oficial en Twitter el 12 de septiembre de 2016, cinco días antes de su lanzamiento.
Harris dijo en la estación de radio británica Heart que las letras son sobre su carrera en la tienda de comestibles en la que solía trabajar y cómo le impidió moverse a Londres para progresar en su producción musical.

## Composición
«My Way» se describe como una canción uptempo tropical house. La canción está escrita en la llave de menor de E con un tempo de tiempo común de 120 latidos por minuto. La voz de Harris se extienden de D3 a G4 en la canción.

## Posicionamiento en listas

### Semanales
| Alemania        | Official German Charts  | 6  |
| Argentina       | Monitor Latino          | 2  |
| Australia       | ARIA Singles Chart      | 9  |
| Austria         | Ö3 Austria Top 40       | 4  |
| Bélgica (Fla)   | Ultratop                | 5  |
| Bélgica (Val)   | Ultratop                | 6  |
| Canadá          | Canadian Hot 100        | 14 |
| Colombia        | National Report         | 55 |
| Dinamarca       | Hitlisten               | 20 |
| Escocia         | Scottish Singles Chart  | 1  |
| Eslovaquia      | Singles Digital Top 100 | 2  |
| Eslovenia       | SloTop50                | 8  |
| España          | PROMUSICAE              | 12 |
| Estados Unidos  | Billboard Hot 100       | 24 |
| Estados Unidos  | Dance/Electronic Songs  | 6  |
| Estados Unidos  | Dance Club Songs        | 6  |
| Estados Unidos  | Pop Songs               | 12 |
| Estados Unidos  | Rhythmic Songs          | 30 |
| Finlandia       | Suomen virallinen lista | 15 |
| Francia         | SNEP                    | 4  |
| Hungría         | Single Top 40           | 2  |
| Irlanda         | IRMA                    | 4  |
| Italia          | FIMI                    | 11 |
| Líbano          | Lebanese Top 20         | 8  |
| México          | Mexico Airplay          | 1  |
| Noruega         | VG-lista                | 9  |
| Nueva Zelanda   | NZ Top 40 Singles Chart | 10 |
| Países Bajos    | Dutch Top 40            | 6  |
| Paraguay        | Monitor Latino          | 9  |
| Polonia         | Polish Airplay Top 100  | 2  |
| Portugal        | AFP                     | 11 |
| Reino Unido     | UK Singles Chart        | 4  |
| República Checa | Singles Digitál Top 100 | 2  |
| Rusia           | Tophit                  | 1  |
| Suecia          | Sverigetopplistan       | 7  |
| Suiza           | Schweizer Hitparade     | 2  |

### Certificaciones
| País           | Organismo certificador | Certificación | Ventas  | Ref.   |
| -------------- | ---------------------- | ------------- | ------- | ------ |
| Alemania       | BVMI                   | Oro           | 200,000 | [ 45 ] |
| Australia      | ARIA                   | 2× Platino    | 280,000 | [ 46 ] |
| Bélgica        | BEA                    | Platino       | 20,000  | [ 47 ] |
| Canadá         | Music Canada           | Platino       | 80,000  | [ 48 ] |
| Dinamarca      | IFPI — Dinamarca       | Oro           | 15,000  | [ 49 ] |
| España         | PROMUSICAE             | Platino       | 40,000  | [ 50 ] |
| Estados Unidos | RIAA                   | Oro           | 500,000 | [ 51 ] |
| Francia        | SNEP                   | Diamante      | 250,000 | [ 52 ] |
| Italia         | FIMI                   | 2× Platino    | 100,000 | [ 53 ] |
| México         | AMPROFON               | 3× Platino    | 240,000 | [ 54 ] |
| Nueva Zelanda  | RMNZ                   | Oro           | 15,000  | [ 55 ] |
| Polonia        | ZPAV                   | 3× Platino    | 60,000  | [ 56 ] |
| Suecia         | IFPI — Suecia          | Platino       | 40,000  | [ 57 ] |
| Suiza          | IFPI — Suiza           | Platino       | 30,000  | [ 58 ] |
| Reino Unido    | BPI                    | Platino       | 600,000 | [ 59 ] |